# 晩祷 (正教会)
晩祷（ばんとう）とは、キリスト教において教派を問わず用いられる、晩の公祈祷・礼拝を指す総称。本項では正教会における晩祷について詳述する。
正教会で晩に行われる事が多い公祈祷・奉神礼（典礼）は以下のようなものがある。セルゲイ・ラフマニノフなどの作曲家達による徹夜祷の作曲作品は多くの場合「晩祷」と通称されるが、正教会において晩に行われるのは晩課・徹夜祷だけではない。但し、正教会の奉神礼に通じていない場合、晩の祈りを区別して認識するのは極めて困難であり、「晩祷」の語を晩の公祈祷に用いる事には合理性がある。以下に挙げる奉神礼のうち、5番の通夜として行われる場合のパニヒダを除く諸奉神礼が晩祷と総称される。
1. 晩課 (英語: Vesper)
2. 晩堂課 (英語: Compline)
3. 夜半課 (英語: Nocturne) - 夜明け前に行われるものであり、晩祷に含めない事もある
4. 徹夜祷 (英語: All-night vigil) - 晩課・早課・一時課が組み合わされたもの
5. パニヒダ (英語: Panikhída) - 通夜として行われる場合と、永眠後の永眠者の記憶として行う場合とがある

翌日に聖体礼儀が行われる場合、前晩祷とも総称される。但し、翌日に聖体礼儀が無い場合にはこの語はあまり用いられない。

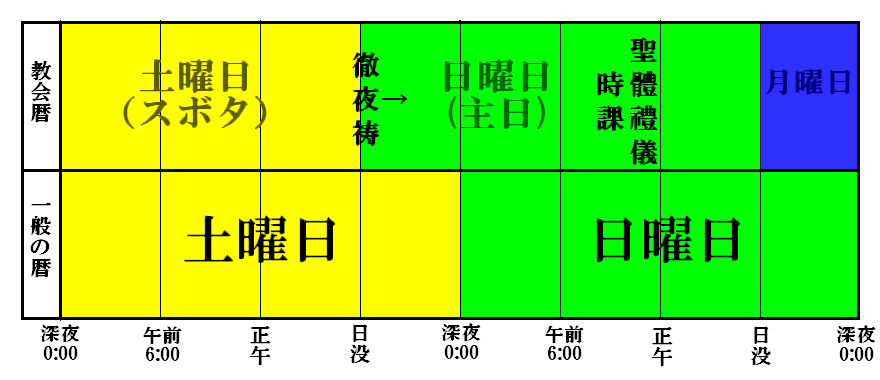
主日における、徹夜祷と聖体礼儀が行われる時間帯を示す図。教会暦の一日は日没から始まり日没に終わる。個々の教会ごとに、行われる時刻に多少のばらつきがある。

総称である「晩祷」が正教会において用いられるのは、奉神礼の年間日程を大まかに公示する際などの場面においてである。正教会の奉神礼の規定において、晩祷の内容は時によって異なる。例えば普段の土曜日の夜には徹夜祷が行われているが、大斎の平日の夜には晩堂大課が行われる事が多い。こうした内容は年ごとに正教会暦の規定によって変化を蒙ったり、また教会の事情によって内容を充実させたり内容を逆に簡略化することなどが有り得る。こうした変化に影響されない総称として「晩祷」が用いられる。
晩に行われている祈祷の詳しい内容が不明な場合や特に限定する必要の無い際に、正教会の晩の奉神礼に言及する場合には、「晩祷」の語は誤謬を避ける事が出来るメリットもあり、総称として便利である。日本正教会においても日常的にも用いられる表現となっている。

## 正教会の徹夜祷（晩祷）の全曲を作曲した（している）作曲家
- ピョートル・チャイコフスキー（Пётр Ильич Чайковский, 1840 - 1893)
- アレクサンドル・アルハンゲルスキー（Александр Андреевич Арха́нгельский, 1846 - 1924)
- ミハイル・イッポリトフ＝イワノフ（Михаил Михайлович Ипполи́тов-Ива́нов, 1859年11月19日 - 1935年1月28日）
- セルゲイ・ラフマニノフ（Сергей Васильевич Рахманинов, 1873年4月1日（当時ロシアで用いられていたユリウス暦では3月20日） - 1943年3月28日）
- パーヴェル・チェスノコフ（Павел Григорьевич Чесноков, 1877年 - 1944年）
- アレクサンドル・グレチャニノフ（Александр Тихонович Гречанинов, 1864年10月25日 モスクワ - 1956年1月3日 ニューヨーク）
- イラリオン・アルフェエフ府主教（Архиепископ Иларио́н Алфе́ев） - (1966年7月24日 モスクワ - )《ロシア正教会》